# سیارک ۴۶۰۶
سیارک ۴۶۰۶ (به انگلیسی: 4606 Saheki، نامگذاری:1987UM1) چهار هزار و ششصد و ششمین سیارک کشف شده‌است که در ۲۷ اکتبر ۱۹۸۷ کشف شد.
قدر مطلق سیارک برابر ۱۲٫۷۰ است.